# James Oglethorpe
James Oglethorpe, angleški general in filantrop, * 22. december 1696, London, † 30. junij 1785, Essex.
Oglethorpe je ustanovil poznejšo zvezno državo ZDA Georgijo.